# Voiàmpolka
Voiàmpolka (en rus: Воямполка) és un poble del krai de Kamtxatka, a Rússia, que el 2021 tenia 117 habitants. Pertany al districte de Tiguil.